# Victoriano Taibo
Victoriano Taibo García (n. Santiago de Compostela; 1885 - f. Vigo; 1966) fue un escritor español en lengua gallega, discípulo literario de Ramón Cabanillas. Fue autor de un libro de poesía, un folleto y varios artículos periodísticos.
Fue maestro de escuela, por lo que residió en diferentes puntos de Galicia. 
La poesía de Taibo sigue las direcciones de los primeros libros de Cabanillas: costumbrismo, lirismo intimista, saudosismo y poesía de lucha.

## Obra
- Abrente (1922)
- Da vella roseira (1925), setenta y cinco cantigas de tipo popular dedicadas a Cabanillas.
- Da agra aberta (1956), colección de cuentos tradicionales de origen popular.

- Wikimedia Commons alberga una categoría multimedia sobre Victoriano Taibo.

- Datos: Q3393165
- Multimedia: Victoriano Taibo / Q3393165